# Muzaki
Muzaki (griego: Μουζάκι) es un municipio de la República Helénica perteneciente a la unidad periférica de Karditsa de la periferia de Tesalia.
El municipio se formó en 2011 mediante la fusión de los antiguos municipios de Muzaki, Ithomi y Pámisos, que pasaron a ser unidades municipales. El municipio tiene un área de 313,9 km², de los cuales 179,5 pertenecen a la unidad municipal de Mouzaki.
En 2011 el municipio tenía 13 122 habitantes, de los cuales 7291 vivían en la unidad municipal de Muzaki.
La localidad se ubica unos 20 km al noroeste de Karditsa y unos 10 km al suroeste de Tríkala.